# Dawid Tonojan

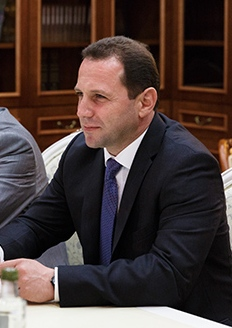
Dawid Tonojan (2016)

Dawid Edgari Tonojan (armenisch Դավիթ Էդգարի Տոնոյան; * 27. Dezember 1967 in Öskemen; russisch Усть-Каменогорск, Ust-Kamenogorsk, Kasachische Sozialistische Sowjetrepublik, UdSSR) ist ein armenischer parteiloser Politiker und Ministerialbeamter. Er war vom Mai 2018 bis zum 20. November 2020 Verteidigungsminister der Republik Armenien im ersten und zweiten Paschinjan-Kabinett. Davor war er auch ab Februar 2017 Katastrophenschutzminister in der Regierung von Sersch Sargsjan.

## Biographie
Nach seinem Schulabschluss leistete Tonojan zwischen 1986 und 1988 seinen Militärdienst im Transkaukasischen Militärbezirk der Sowjetarmee in Tiflis. Mit dem Zerfall der Sowjetunion zog er nach Jerewan und studierte bis 1991 an der dortigen Staatlichen Universität. Nach der Unabhängigkeit Armeniens diente er während des Bergkarabachkrieges ab 1992 in den Streitkräften Armeniens. Bis 1994 wurde er im Rahmen des armenischen Innenministeriums eingesetzt und wechselte dann ins Verteidigungsministerium als Abteilungsleiter der Verwaltung der Militärpolizei. 1997 absolvierte er die Militärakademie des Verteidigungsministeriums der Russischen Föderation und diente anschließend in der Rüstungsabteilung des armenischen Verteidigungsministeriums.
Zwischen 1998 und 2007 bekleidete Tonojan verschiedene Positionen im NATO-Hauptquartier in Brüssel und war die letzten drei Jahre Botschafter der armenischen Streitkräfte bei der NATO. Nach seiner Abberufung wurde er bis 2009 zum Abteilungsleiter des armenischen Verteidigungsministeriums für internationale militärische Zusammenarbeit und die Verteidigungspolitik ernannt. Von 2009 bis 2010 war er als Abteilungsleiter nur für Letzteres zuständig.
Von 2010 bis 2017 diente Tonojan als erster stellvertretender Verteidigungsminister unter den Verteidigungsministern Sejran Ohanjan und Wigen Sargsjan. Im Februar 2017 wurde er unter Präsident Sersch Sargsjan als Katastrophenschutzminister berufen.
Nach dem Erfolg der sogenannten Samtenen Revolution in Armenien, die zum Rücktritt der Regierung Sargsjans führte, ernannte Nikol Paschinjan als neuer Premierminister Armeniens Tonojan im Mai 2018 zum Verteidigungsminister des Landes. In diesem Amt wurde er nach den vorgezogenen Neuwahlen bei der Regierungsbildung am Anfang des Jahres 2019 bestätigt.
Vor dem Hintergrund des Bergkarabachkrieges 2020, welcher auf der armenischen Seite zu großen Verlusten und internen politischen Konflikten führte, trat Tonojan am 20. November 2020 von seinem Amt als Verteidigungsminister zurück. Die formelle Rücktrittserklärung folgte der Entscheidung des Premiers Nikol Paschinjan zu Tonojans Entlassung im Zuge einer Regierungsumbildung. Umgehend wurde der frühere Verteidigungsminister Wagharschak Harutjunjan zum Nachfolger ernannt.

## Kontroversen
Tonojan sorgte mit seiner Rhetorik und widersprüchlichen Äußerungen in Bezug auf den Konfliktlösungsprozess des Bergkarabachkonfliktes für Irritationen und bei der aserbaidschanischen Seite für Protest. In einem Treffen mit der armenischen Gemeinde in New York Ende März 2019 betonte er nur wenige Stunden nach dem ersten offiziellen Treffen zwischen Nikol Paschinjan und dem aserbaidschanischen Staatschef İlham Əliyev, man habe die Formel „Land gegen Frieden“ durch die Formel „Neuer Krieg um neue Gebiete“ umformuliert. Demnach beabsichtige die armenische Seite im Falle eines erneuten Kriegsausbruchs mit Aserbaidschan offensiv vorzugehen und neue aserbaidschanische Territorien auch außerhalb der Region Berg-Karabach, die völkerrechtlich als aserbaidschanisches Territorium anerkannt wird und von Armenien Anfang der 1990er Jahre besetzt wurde, einzunehmen. Er ging dabei davon aus, dass ein neuer Krieg von Aserbaidschan aus begonnen würde. Eine Woche nach diesen Aussagen erklärte Tonojan, dass Armenien zwar keinen Krieg wolle, Aserbaidschan jedoch seine Armee „auf den Frieden vorbereiten“ müsse. Schon einen Tag später sagte er in einem Interview gegenüber der armenischen Nachrichtenagentur Mediamax, armenische Sturmtruppen seien falls nötig bereit, im Falle einer „Provokation“ „Chaos hinter der aserbaidschanischen Front“ anzurichten, was Aserbaidschan als Drohung gegen seine Zivilisten auslegte.

## Privates
Tonojan ist verheiratet und hat zwei Kinder.